# Gran Duc

Corona del Gran Duc de Luxemburg

Gran Duc (femení: Gran Duquessa) és un títol hereditari europeu, utilitzat per certs monarques o per membres de famílies de certs monarques. En estatus, un gran duc se situa tradicionalment per ordre de precedència per sota d'un emperador, rei o arxiduc i per sobre d'un príncep sobirà o duc sobirà. El títol s'utilitza en algunes monarquies independents actuals i antigues d'Europa, com a sobirà d'un Gran Ducat; en particular:
- a l'actual Gran Ducat de Luxemburg[2]
- històricament pels sobirans d'antics països independents, com la Toscana (del 1569 al 1860, ara part d'Itàlia)
- a Baden, Hesse, Oldenburg, Mecklenburg-Schwerin, Mecklenburg-Strelitz i Saxe-Weimar - grans ducats del 1815 al 1918, i ara formen part de l'actual Alemanya
- antigament també en alguns països de l'Europa oriental i nord-oriental, com el Gran Ducat de Finlàndia o el Gran Ducat de Lituània
- pels autodenominats monarques de diverses micronacions

## Europa central i occidental
El terme "gran duc" com a monarca que regnava sobre un estat independent va ser una invenció posterior (a Europa occidental la primera vegada va ser el 1569 per al governant de la Toscana) per designar un duc particularment poderós o una monarquia que jugava un paper polític, militar i / o important. o paper econòmic, però no prou gran per ser un regne. Va sorgir perquè el títol de duc havia perdut progressivament l'estatus i la precedència durant l'edat mitjana en haver estat atorgat als governants de feus relativament petits (territoris feudals), en lloc de les grans regions tribals o fins i tot els territoris nacionals als quals el títol estava unit.
Un dels primers exemples es va produir quan el comte Gonçalo Mendes del comtat de Portucale (al nord-oest de Portugal i considerat com el nucli original d'aquest país) va prendre, el 987, el títol personal de Magnus Dux Portucalensium ("Gran duc dels portuguesos") i es va rebel·lar contra el seu senyor feudal, el rei Beremund II de Lleó. Va ser derrotat pels exèrcits reials però, no obstant això, va obtenir una notable autonomia com a Magnus Dux (Gran Duc), que va conduir a la independència portuguesa del Regne de Castella i Lleó.
Un altre exemple va ser la línia d'autoproclamats grans ducs (ducs jurídics) de Borgonya al segle xv, quan governaven la major part del nord-est de França actual i la pràctica totalitat dels Països Baixos. Van intentar, finalment, sense èxit, crear a partir d'aquests territoris sota el seu control un nou país unificat entre el Regne de França a l'oest i el Sacre Imperi Romanogermànic (principalment l'actual Alemanya) a l'est. Felip III, duc de Borgonya (regnat del 1419 al 67) va assumir l'estil i títol subsidiari, legalment nul, de "Gran Duc d'Occident" el 1435, després d'haver portat els Ducats de Brabant i Limburg així com els comtats d'Holanda, Zeeland, Frisia, Hainaut i Namur en la seva possessió. El seu fill i successor Carles el Temerari (va regnar 1467–77) va continuar utilitzant el mateix estil i títol.
El títol magnus dux o gran duc (Kunigų kunigas, Didysis kunigaikštis en lituà) ha estat utilitzat pels governants de Lituània, que després de Jagelló també es van convertir en reis de Polònia. Des de 1573, tant la versió llatina com el seu equivalent polonès wielki ksiaze (literalment "gran príncep"), el títol monàrquic dels governants de Lituània i de Rússia (occidental), Prússia, Mazòvia, Samogitia, Kíev, Volinia, Podolia, Podlachia, Livonia, Smolensk, Severia i Chernigov (incloses les reivindicacions buides alimentades per l'ambició), van ser utilitzades pels reis (polonès: Krol) de Polònia com a part dels seus títols monàrquics oficials durant la Confederació de Polònia i Lituània.
Els primers monarques titulats oficialment gran duc van ser els Medici sobirans de la Toscana, des de la darreria del segle xvi. Aquest títol fou atorgat oficialment pel papa Pius V el 1569 a Cosme I de Mèdici. Era un títol personal (papal) vinculat a un mer ducat, però, perquè el territori estava sota el vassallatge del Sacre Imperi Romanogermànic.
Napoleó I va atorgar el títol àmpliament: durant la seva època, a diversos dels seus aliats (i vassalls de facto) se'ls va permetre assumir el títol de gran duc, generalment al mateix temps que els seus feus heretats (o feus concedits per Napoleó) van ser ampliats per territoris annexos pertanyents anteriorment a enemics derrotats al camp de batalla. Després de la caiguda de Napoleó, les potències vencedores que es van reunir al Congrés de Viena, que tractaven les conseqüències polítiques de les guerres napoleòniques, van acordar l'abolició dels grans ducats creats per Bonaparte i la creació d'un grup de monarquies d'importància intermèdia amb aquest títol. Així, el segle xix va veure un nou grup de monarques titulats Gran Duc a Europa central, especialment a l'actual Alemanya.

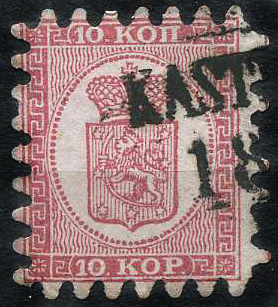
Segell postal de 1860 del Gran Ducat de Finlàndia

Al mateix segle, la versió purament cerimonial del títol de "gran duc" a Rússia (de fet la traducció occidental del títol rus "gran príncep" concedida als germans del tsar) es va expandir massivament a causa del gran nombre de descendents de la casa governant de Romanov durant aquelles dècades.
En els idiomes alemany i holandès, que tenen paraules separades per a un príncep com a fill d'un monarca (respectivament Prinz, Prins) i per a un príncep sobirà (Fürst, Vorst), també hi ha una clara diferència lingüística entre un sobirà Gran Duc que regna sobre un estat d'Europa central i occidental (Großherzog, Groothertog) i un Gran Duc no sobirà purament cerimonial de la família imperial russa o d'altres territoris no sobirans que són de facto dependències d'una gran potència (Großfürst, Grootvorst).
El 1582, el rei Joan III de Suècia va afegir "Gran Duc de Finlàndia" als títols subsidiaris dels reis suecs, però sense cap conseqüència política, ja que Finlàndia ja formava part del regne suec.
Després de les conquestes russes, el títol va continuar sent utilitzat pels emperadors russos en el seu paper de governants tant de Lituània (de facto no sobirà) (1793–1918) com de la (igualment no sobirana) Finlàndia autònoma (1809–1917). El Sacre Imperi Romanogermànic, sota la casa dels Habsburg, va instituir un Großfürstentum Siebenbürgen (Gran Principat de Transsilvània) no sobirà el 1765.

## Balcans

### Megaducs
El títol llatí dux (l'arrel etimològica de duc), que fonèticament es va adaptar com a dux (δούξ) en grec, era un títol comú per als generals imperials als Imperis Romans tardans (oest i est), però tenint en compte que tenia un rang inferior al que el títol de comes (l'arrel etimològica del comte).
Sota aquest últim sistema temàtic, exclusivament romà d'Orient, el comandant d'un tema sovint s'anomenava un doux en comptes dels primers strategos a partir del segle x. El títol de "Gran Duc" (megas doux) va ser creat per Alexis I Comnène i va ser conferit a l'almirall comandant de la marina romana d'Orient. Com a tal, era un càrrec real en lloc d'un rang de cort (tot i que també es va convertir en un grau en l'ordre de prelació de la cort sota els emperadors paleòlegs), i sempre va ser ocupat per un sol individu.

### Grans ducs bosnians
Gran Duc de Bòsnia (serbocroat Veliki Vojvoda Bosanski; llatí: Bosne supremus voivoda / Sicut supremus voivoda regni Bosniae) va ser un títol de cort al Regne de Bòsnia, atorgat pel rei als màxims comandants militars, generalment reservat als més influents i capaços de la més alta noblesa bosniana. Interpretar-lo com un rang de treball en lloc d'un rang de cort es podria considerar encara més precís. A diferència de l'ús a l'Europa occidental, l'Europa central o en diverses terres eslaves des del centre fins al nord-est d'Europa, on l'analogia entre el gran duc i el gran príncep era significativa, amb tots dos títols corresponents a un sobirà inferior al rei però superior al duc, a Bòsnia. El Gran Duc corresponia més al títol militar romà d'Orient de megaduc. És possible registrar algunes similituds amb títols iguals en terres eslaves veïnes, com Sèrbia, però, als països veïns el títol de Duc, en Vojvoda eslau, també tenia significació militar, però en aquest sentit "Gran Duc" era específicament, fins i tot exclusivament, un títol bosnià.

## Europa de l'Est

### Grans ducs lituans

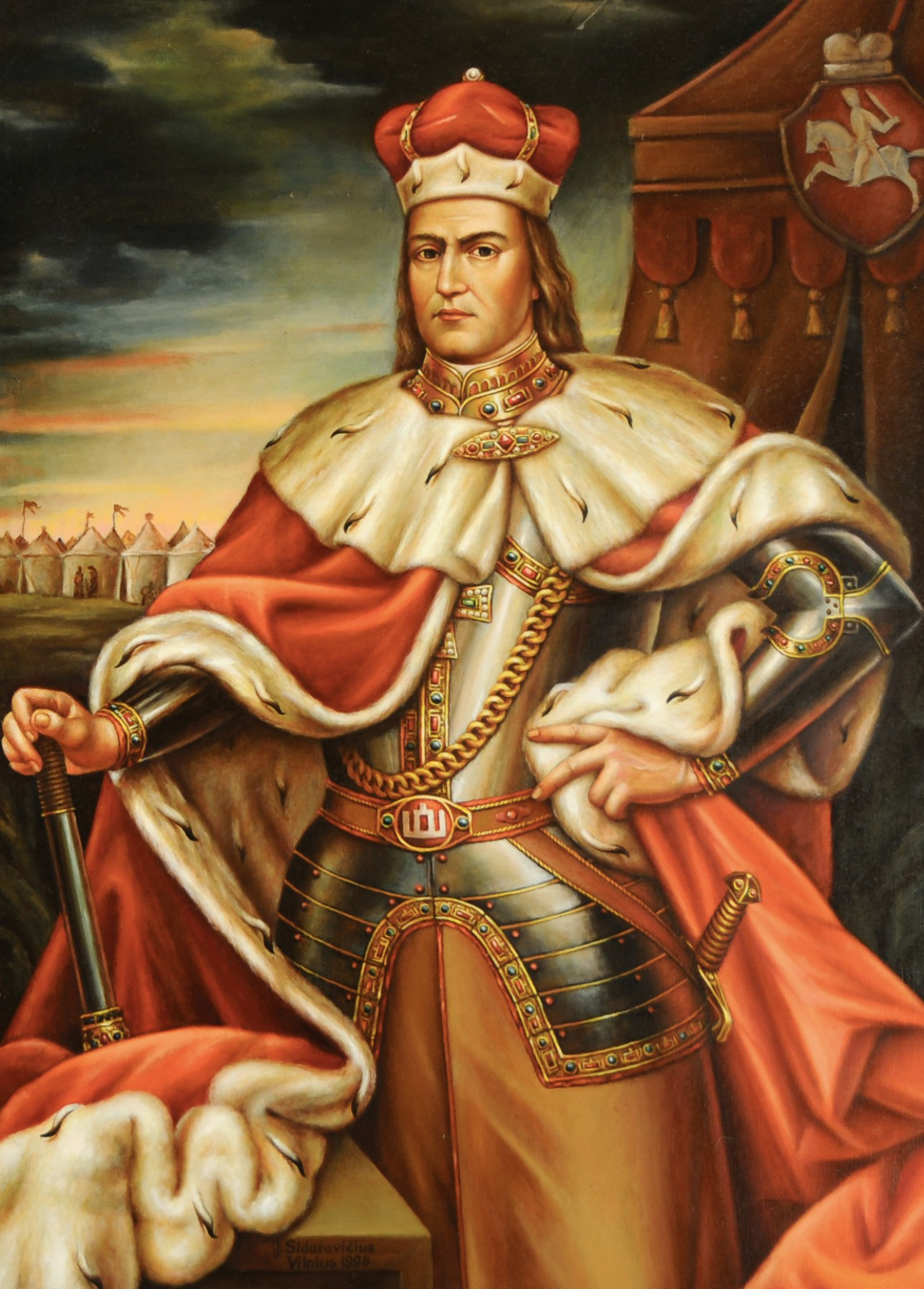
Pintura de Vytautas el Gran, Gran Duc de Lituània.

Al llarg de la història de Lituània, des de la dècada de 1230 fins a 1795, la majoria dels seus líders van ser anomenats Gran Duc de Lituània, fins i tot quan tenien conjuntament el títol de Rei de Polònia i altres títols.

### Grans ducs russos

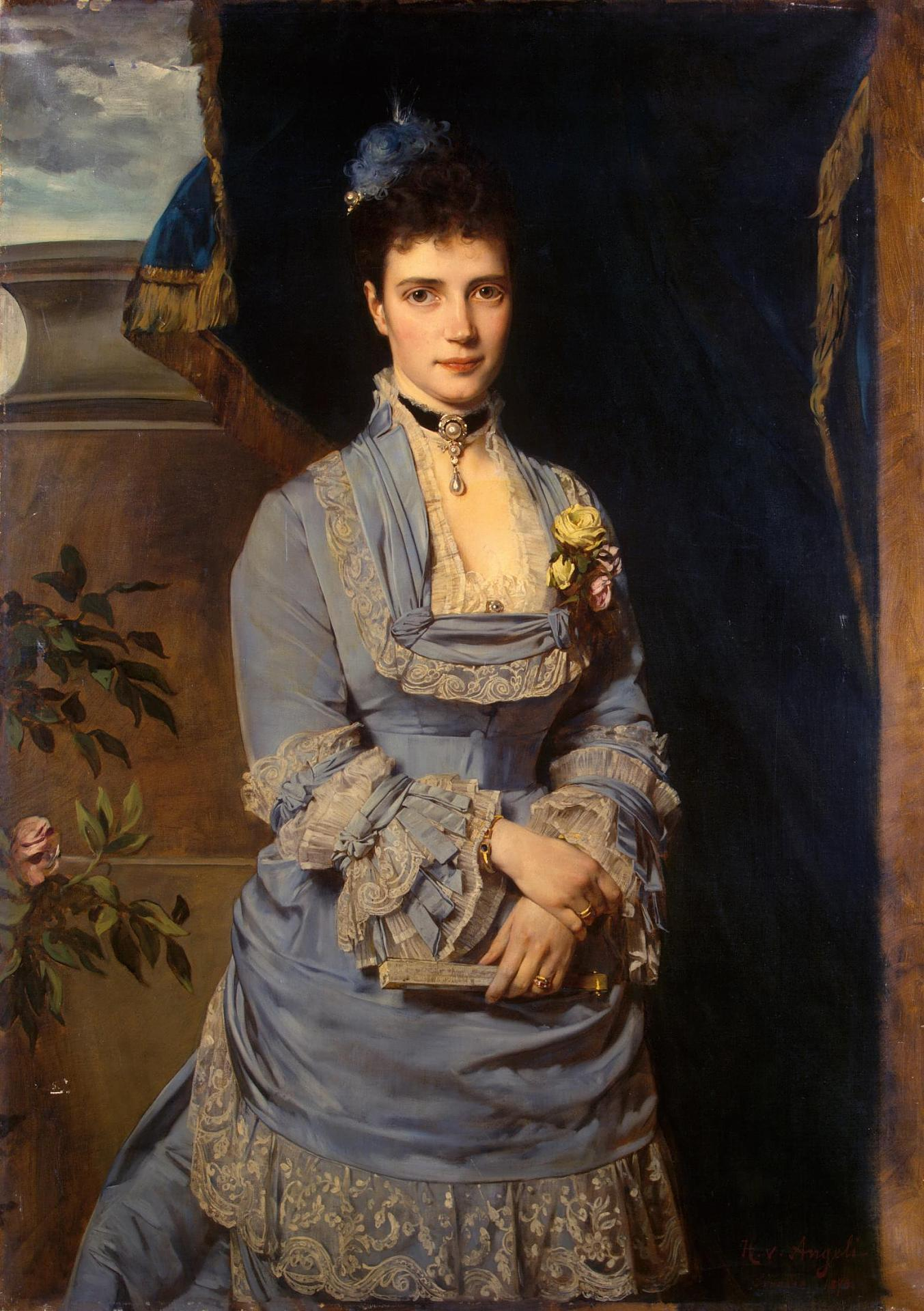
Retrat de la gran duquessa Maria Fiodorovna per Heinrich von Angeli (1874) a Sant Petersburg, Museu de l'Ermitage

"Gran duc" és la traducció tradicional del títol Velikiy Kniaz (Великий Князь), que des del segle xi va ser al principi el títol del príncep principal (Kniaz) de la Rus de Kíev, després de diversos prínceps del poble rus. Des de 1328 el Velikii Kniaz de Moscou va aparèixer com a gran duc de "tota Rússia" fins que Ivan IV de Rússia el 1547 va ser coronat com a tsar. A partir de llavors, el títol es va donar als fills i néts (a través de línies masculines) dels tsars i emperadors de Rússia. Les filles i nétes paternes dels emperadors russos, així com les consorts dels grans ducs russos, generalment eren anomenades "grans duqueses".
Una altra traducció del títol rus seria gran príncep. Tot i que aquest terme és una traducció més precisa, no és ni estàndard ni gaire utilitzat. En alemany, però, un gran duc rus era conegut com a Großfürst, i en llatí com a magnus princeps.
De 1809 a 1917 l'emperador de Rússia va ser també el gran duc de Finlàndia, que funcionava com a estat autònom. Abans de la conquesta russa Finlàndia havia estat ocupada pels reis de Suècia, primer com a ducat reial, des de 1581 amb el rei assumint el títol secundari de Gran Duc de Finlàndia (finès: Suomen suuriruhtinas, suec: Storfurste av Finland).

## Gran príncep
Els grans prínceps (o de vegades grans prínceps) eren monarques medievals que generalment governaven sobre diverses tribus i/o eren senyors feudals d'altres prínceps. Aleshores, el títol es traduïa habitualment com "rei", de vegades també com "rei menor" o "rei petit" (alemany: Kleinkönig). No obstant això, els grans prínceps no tenien la mateixa precedència monàrquica que els reis d'Europa occidental posteriors i, per tant, se'ls considerava de rang inferior, especialment en els escrits posteriors.
Els grans prínceps van regnar a l'Europa central i oriental, sobretot entre els eslaus i els lituans.
El títol "Gran Príncep" es tradueix a Velikiy Knjaz (Великий князь) en rus. La paraula eslava knjaz i el lituà kunigas (avui traduït com a "sacerdot") són cognats de la paraula Rei en el seu significat original de "Sobirà". Així, el significat literal de Veliki Knjaz i Didysis kunigaikštis s'assemblava més a "Gran Sobirà" que a "Gran Duc".
Amb la creixent importància i extensió dels seus països, aquells monarques van reclamar un títol superior, com ara rei o tsar (també escrit "zar" en anglès) que es derivava del llatí Caesar ("emperador") i es basava en la pretensió de ser els legítims successors dels emperadors romans d'Orient. El gran príncep Ivan IV de Moscòvia va ser l'últim monarca a regnar sense reclamar cap títol superior, fins que finalment va assumir l'estil de tsar de Rússia el 1547.
Els governants de l'estat vassall turc de Transsilvània (alemany: Siebenbürgen) utilitzava el títol de Gran Príncep; aquest títol va ser assumit més tard pels Habsburg després de la seva conquesta d'Hongria. Els reis polonesos de la casa sueca de Vasa també van utilitzar el títol de gran príncep per als seus territoris no polonesos.
A finals de l'edat mitjana, el títol de "Gran Príncep/Gran Duc" es va convertir cada cop més en un títol de cortesia purament cerimonial per als parents propers dels monarques governants, com el tsar de Rússia, que va concedir als seus germans el títol de Gran Duc de Rússia (veliki knjaz).